# Odette Hallowes
Odette Hallowes, född som Odette Marie Celine Brailly den 28 april 1912 i Amiens, Frankrike, död 13 mars 1995 i Walton-on-Thames, Surrey, England, var en brittisk hemlig agent i Frankrike under andra världskriget.
År 1931 gifte hon sig med en engelsman, flyttade till England och blev mor till tre döttrar. Under andra världskriget gick hon med i First Aid Nursing Yeomanry som sjukvårdare. Hon fick utbildning inom Special Operations Executive och skickades till Frankrike för att samarbeta med den franska underjordiska motståndsrörelsen. Hon ankom till Cannes 1942. 
Hon tillfångatogs av Gestapo, torterades i det ökända fängelset Fresnes i Paris, dömdes till döden och sändes vidare till koncentrationslägret Ravensbrück. Hon överlevde kriget och belönades 1946 med Georgskorset.